# La Lune de miel de Beate
La Lune de miel de Beate (Beates Flitterwoche) est un film allemand de la UFA, produit par Peter Ostermayr et réalisé par Paul May qui est sorti en 1940.
Le scénario est de Josef Dalman et Peter Ostermayr, d'après le roman de Gabriele von Sazenhofen, Muckenreiters Flitterwochen. La musique et les arrangements musicaux sont de Ludwig Schmidseder, la photographie de Karl Altenberger.

## Synopsis
Le film se passe dans les montagnes de Bavière, où le jeune baron Georg von Musckenreiter exploite depuis des années le domaine du château de Dachsenstein. D'après le testament de son oncle, ce domaine doit lui revenir dès qu'il se sera décidé à trouver une épouse, mais il est attaché à son style de vie proche de la nature, s'occupant des terres et allant à la chasse et à la pêche. Il n'est pas prêt à se lier avec une femme. Son ami Heinz Kuppelweger vient passer ses vacances au château et comprend qu'il doit aider le baron agriculteur à trouver une fiancée.

## Distribution
- Paul Richter : Georg von Muckenreiter
- Kurt Vespermann : Heinz Kuppelweger
- Friedl Czepa : Beate
- Albert Florath : Le père de Beate
- Gertrud Wolle : Tante Lola
- Hermine Ziegler : Frau Schwengel
- Josef Eichheim : Anton
- Beppo Brem : Flori, le chasseur
- Martin Schmidhofer : Martl Hüterbub
- Alwine Leisetritt : Alice Treff
- Wilhelmine Froelich : La femme des alpages
- Wolfgang Staudte : Le peintre

## Article annexe
- Liste des longs métrages allemands créés sous le nazisme